# Grandpierre Lajos
Grandpierre Lajos (Debrecen, 1905. január 8. – Debrecen, 1986. április 30.) magyar író, újságíró.

## Életpályája
Gimnáziumi tanulmányait Kalocsán végezte el. Ezután tímársegéd lett Hátszegen. 1923-tól bőrgyári munkásként dolgozott többek között Karánsebesen, Brassóban, Bukarestben, Budapesten és Csepelen. 1945-1947 között a Kalocsa és Járása című hetilap szerkesztője volt. 1947-ben a Kecskeméti Híreket szerkesztette. 1948-1965 között szülővárosában a Bihari Néplap (később: Hajdú-Bihari Napló) szerkesztője, 1956-ig a lap főszerkesztő-helyettese volt.

### Munkássága
Első novellája, a Baleset a Kelet Népe című folyóiratban jelent meg 1941-ben. Egy évvel később a Vihar Tündérországban című történelmi regényével első díjat nyert egy regénypályázaton. Regényeinek középpontjába a közelmúlt történelmi eseményeit állította. Utolsó regényei társadalmi krimik.

## Művei
- Baleset (novella, 1941)
- Vihar Tündérországban (regény, 1942)
- Cudar idők (elbeszélés, 1960)
- Csodák völgye. 1945. Regény; Szépirodalmi, Bp., 1963
- Napfogyatkozás. Regény; Szépirodalmi, Bp., 1964
- A plüssdívány (regény, 1967)
- Jancsi visszavágyik (ifjúsági regény, 1972)
- Gyökerek és hajtások (regény, 1975)
- Mérges gyümölcs (regény, 1979)
- Örök készenlétben (regény, 1980)
- Öten voltak (regény, 1983)
- Az eltűnt kézirat (regény, 1986)